# Against the Current (banda)
Against the Current, también abreviado con las siglas ATC, es un grupo de pop rock y rock alternativo neoyorquino, formado en 2011. La banda está conformada por: Chrissy Costanza en la voz principal, Dan Gow como voz secundaria y guitarrista, y Will Ferri en la batería.

## Biografía
Inicialmente conocidos por su canal de Youtube, donde todos eran menores de edad, el grupo realizaba covers de canciones muy populares. El grupo estaba compuesto entonces por cinco miembros: Chrissy Costanza, Daniel Gow, Will Ferri, Joe Simmons y Jeremy Rompala. Se dieron a conocer muy rápidamente en Internet publicando su sencillo debut, Thinking, en 2012. Su cover de All I Want for Christmas Is You de Mariah Carey siguió rápidamente. Su notoriedad escaló de tanto más con sus colaboraciones con otro cantante conocido de Youtube, Alex Goot. Otra colaboración de Chrissy Costanza con Kurt Hugo Schneider, poco tiempo después, les aportó todavía otra ocasión de darse a conocer.
El 24 de enero de 2013, alcanzaban los 100 000 subscriptores de su canal de YouTube. Continuando sus colaboraciones (sobre todo con Sam Tsui), el grupo se lanza en creaciones originales, con por ejemplo Guessing o más tarde Closer, Faster. El grupo se separó entonces de Jeremy Rompala. Continuaron alternando entre creaciones y versiones. En abril de 2014 lanzaron su cover She Looks So Perfect, donde Joe Simmons estuvo ausente. No aparece entonces más en ninguna de las canciones. El grupo toma su forma actual, compuesto de tres miembros : Chrissy Costanza (voces), de Dan Gow (guitarra) así como de Will Ferri (batería). La banda toma entonces de tanto más su envol continuando las colaboraciones, recuperaciones y creaciones originales. Más tarde en el año, publican su primer EP, Infinity.
Aumentando siempre más su alcance, el grupo anunciaba en marzo de 2015 su firma con Fueled by Ramen y Atlantic Récords. Esto les abrió perspectivas a futuro aún más grandes. Al mismo momento salía su segundo EP, Gravity. La banda debutó entonces en su primera gira mundial en agosto de 2015 : Gravity World Tour.
En febrero de 2016, el grupo programa la salida de su primer álbum, titulado In Our Bones, para el 20 de mayo de 2016. Además, el Youtubeur francés Siphano utiliza su canción Infinity en introducción y Another You en genérica de sus vídeos gaming.
El 14 de septiembre de 2017 lanzaron para League of Legends: "Legends Never Die" como tema principal para el Campeonato Mundial de League of Legends de 2017 conocido popularmente como "Worlds 2017".

## Miembros
Miembros principales
- Christina "Chrissy" Nicola Costanza "23 de agosto de 1995 (edad 28 años)" – Voz principal, piano (2011–presente)
- Daniel "Dan" Gow "8 de diciembre de 1993 (edad 30 años)" – Guitarra, bajo, voz secundaria (2011–presente)
- William "Will" Ferri "25 de abril de 1996 (edad 28 años)" – Batería, teclado, guitarra acústica, coros (2011–presente)

Miembros Pasados
- Jeremy Rompala – Guitarra, piano (2011–2014)
- Joe Simmons - Bajo, coros (2011-2014, miembro de la gira: 2014-2016)

Los miembros de apoyo
- Roo Buxton - Guitarra, Teclados, Coros (2015-2018)
- Jordan Eckes (We Are the In Crowd) - Guitarra, Teclados (2020-2022), Coros (2016-2022), Bajo (2016-2020)
- David Whitmore - Bajo, Coros (2020-presente)

## Discografía[5]

### Álbumes de estudio
| In Our Bones                                                           | - Lanzamiento: 20 de mayo de 2016 - Etiqueta: Fueled by Ramen - Formatos: CD, descarga digital       | 181 | 15 | 20 | 28 | 2 |
| Past Lives                                                             | - Lanzamiento: 28 de septiembre de 2018 - Etiqueta: Fueled by Ramen - Formatos: CD, descarga digital | —   | —  | —  | —  | — |
| "—" Denota que la canción no entró en la lista de música de este país. | |     |    |    |    |   |

### Extended Plays
| Título                                                                 | Detalles                                                                                    | Mejor posición | Mejor posición | Mejor posición | Mejor posición | Mejor posición |
| Título                                                                 | Detalles                                                                                    | EUA Alt        | EUA Ind        | EUA Rock       | EUA Heat       | JPN            |
| ---------------------------------------------------------------------- | ------------------------------------------------------------------------------------------- | -------------- | -------------- | -------------- | -------------- | -------------- |
| Infinity                                                               | - Lanzamiento: 27 de mayo de 2014 - Sello: Autoeditado - Formatos: CD, descarga digital     | —              | —              | —              | 28             | —              |
| Infinity (The Acoustic Sessions)                                       | - Lanzamiento: 27 de noviembre de 2014 - Sello: Autoeditado - Formato: Descarga digital     | —              | —              | —              | —              | —              |
| Gravity                                                                | - Lanzamiento: 17 de febrero de 2015 - Sello: Autoeditado - Formatos: CD, descarga digital  | 23             | 27             | 36             | 4              | 33             |
| Gravity (The Acoustic Sessions, Vol. II)                               | - Lanzamiento: 10 de julio de 2015 - Sello: Autoeditado - Formato: Descarga digital         | —              | —              | —              | —              | —              |
| Fever                                                                  | - Lanzamiento: 23 de julio de 2021 - Etiqueta: Fueled by Ramen - Formatos: Descarga digital | —              | —              | —              | —              | —              |
| "—" Denota que la canción no entró en la lista de música de este país. |                                                                                             |                |                |                |                |                |

### Sencillos
| Año  | Título                          | Álbum         |
| ---- | ------------------------------- | ------------- |
| 2012 | "Thinking"                      |               |
| 2013 | "Closer, Faster"                | Infinity (EP) |
| 2013 | "Guessing"                      |               |
| 2014 | "Gravity"                       | Gravity (EP)  |
| 2015 | "Outsiders"                     |               |
| 2015 | "Talk"                          | Gravity (EP)  |
| 2016 | "Running with the Wild Things"  | In Our Bones  |
| 2016 | "Runaway"                       | In Our Bones  |
| 2016 | "Wasteland"                     | In Our Bones  |
| 2016 | "Young & Relentless"            | In Our Bones  |
| 2017 | "Legends Never Die"             |               |
| 2018 | "Almost Forgot"                 | Past Lives    |
| 2018 | "Strangers Again"               | Past Lives    |
| 2018 | "Personal"                      | Past Lives    |
| 2018 | "Voices"                        | Past Lives    |
| 2020 | "That Won't Save Us"            | fever         |
| 2020 | "That Won't Save Us (Acoustic)" |               |
| 2021 | "Weapon"                        | fever         |
| 2021 | "again&again"                   | fever         |
| 2022 | "Wildfire"                      |               |